# 노랑가시돔
노랑가시돔은 가시돔과의 물고기이다.

## 특징
노렁가시돔은 10개의 가시와 12개의 연조를 포함하는 등지느러미가 있다. 뒷지느러미에는 3개의 가시와 6개의 연조가 있다. 배지느러미는 항문을 지나 뻗어있고 꼬리지느러미는 약하게 오목하다. 이 품종은 최대 몸길이가 14cm에 이른다. 전체적인 색은 노란색에서 주황색이며 등을 따라 크고 희미한 갈색 반점이 있다. 아가미 덮개 바로 위에 희미한 갈색 반점이 있다. 지느러미는 황색읠 띠며 등지느러미의 연조 부분에 반점이 있다.